# Antoine Carteret
Pour les articles homonymes, voir Carteret.
 (octobre 2008).
Si vous disposez d'ouvrages ou d'articles de référence ou si vous connaissez des sites web de qualité traitant du thème abordé ici, merci de compléter l'article en donnant les références utiles à sa vérifiabilité et en les liant à la section « Notes et références ».
Antoine Alfred Désiré Carteret, né le 3 avril 1813 à Genève et mort 28 janvier 1889 au Petit-Saconnex, est un homme politique suisse membre du Parti radical genevois.

## Biographie
Il est le fils de Daniel Carteret, agent de change, et d'Adrienne Vettiner. Après des études de sciences et lettres à l’Académie de Genève, il mène parallèlement une carrière littéraire et une carrière politique. Radical dès sa jeunesse, il milite dans divers groupes (dont l'Association du Trois-Mars, qui préparera le soulèvement populaire avec James Fazy pour obtenir une Constitution instituant le suffrage universel en 1841) et participe à la Constituante de cette même année, avant d’être élu conseiller d’État et conseiller municipal de Genève (1842-1846).
Partisan de la Révolution radicale d'octobre 1846, il se tient toutefois à l'écart de l'insurrection. Il préside la Constituante (1846-1847) et devient membre du Conseil administratif de la ville de Genève (1846-1851) et député au Grand Conseil (1846-1856, 1864-1882, 1886-1889), conseiller d'État (1851-1853) dont il dirige le département des Contributions publiques.
En 1865, il succède à James Fazy à la tête du Parti radical genevois auquel il donne une orientation violemment anticatholique. On se trouve en plein Kulturkampf, et l'anticatolicisme de Carteret fait écho au durcissement politique de Rome, où le Pape s'apprête à décréter son infaillibilité. Les jeunes démocraties libérales européennes redoutent que l'Église catholique conduise à une restauration des anciens régimes, comme ce fut le cas déjà après la chute de Napoléon Ier en 1814. 
En 1870, Carteret est à nouveau élu au Conseil d’État, au département de l’instruction publique. On lui doit la transformation de l’Académie de Genève en  Université, avec la fondation des facultés de médecine, de chimie et de médecine dentaire. Il développe l’enseignement primaire et le rend gratuit et obligatoire (1874), crée des écoles secondaires rurales, réforme l’école enfantine. En humaniste, il lutte vainement contre la réforme qui tend à donner à l’école un caractère surtout utilitaire et pratique. Cette dissension avec son parti l’amène à annoncer sa démission du département de l'instruction publique. Lorsqu'il se ravise ensuite, il est finalement muté au département de l’Intérieur et des Cultes qu’il présidera jusqu’à sa mort. C'est à la tête de ce département qu'il fera adopter la loi sur les cimetières du 20 septembre 1876, qui décrète les cimetières genevois laïques, publics et gratuits. 
Il fut également conseiller aux États (1848-1850) et conseiller national (1869-1878, 1881-1889). Il s'opposa à la révision constitutionnelle de 1872.
Par ailleurs, il est l'auteur de fables (1862) et d'un roman (1872). Il est également l'oncle de John Grand-Carteret.

## Hommages
Une rue de Genève porte son nom dans le quartier de La Servette (Petit-Saconnex), elle relie la rue Liotard à la rue du Grand-Pré, perpendiculaire à la rue de la Servette.
Une sculpture a été placée en 1891 dans le parc des Bastions, au centre de la cour entre la Bibliothèque de Genève et l'autre aile du bâtiment de l’université qui était alors le Musée d’histoire naturelle. Il s'agit d’un buste à son effigie sculpté par Georges Chamot (1866-1899).

## Galerie

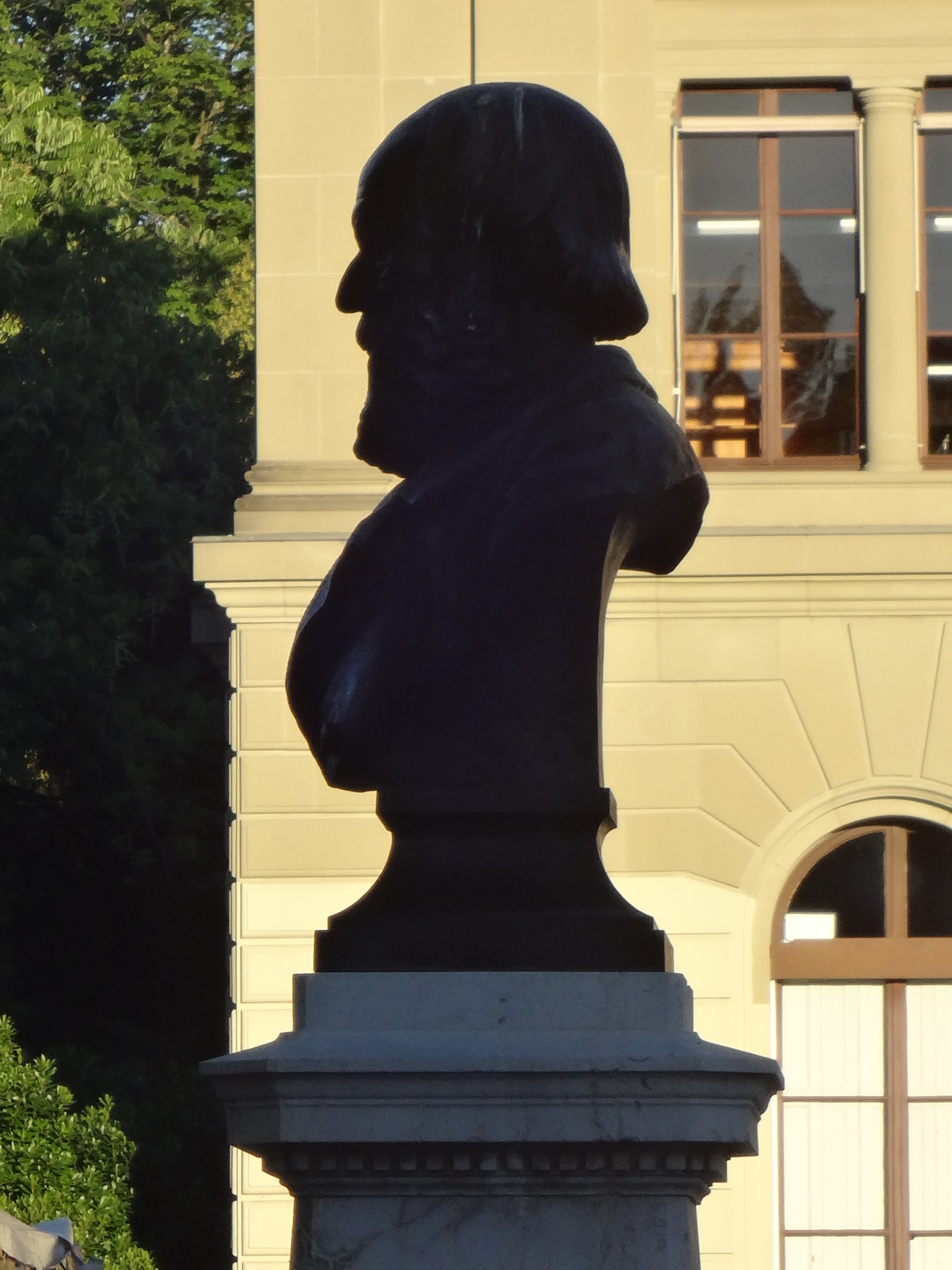
Buste aux Bastions
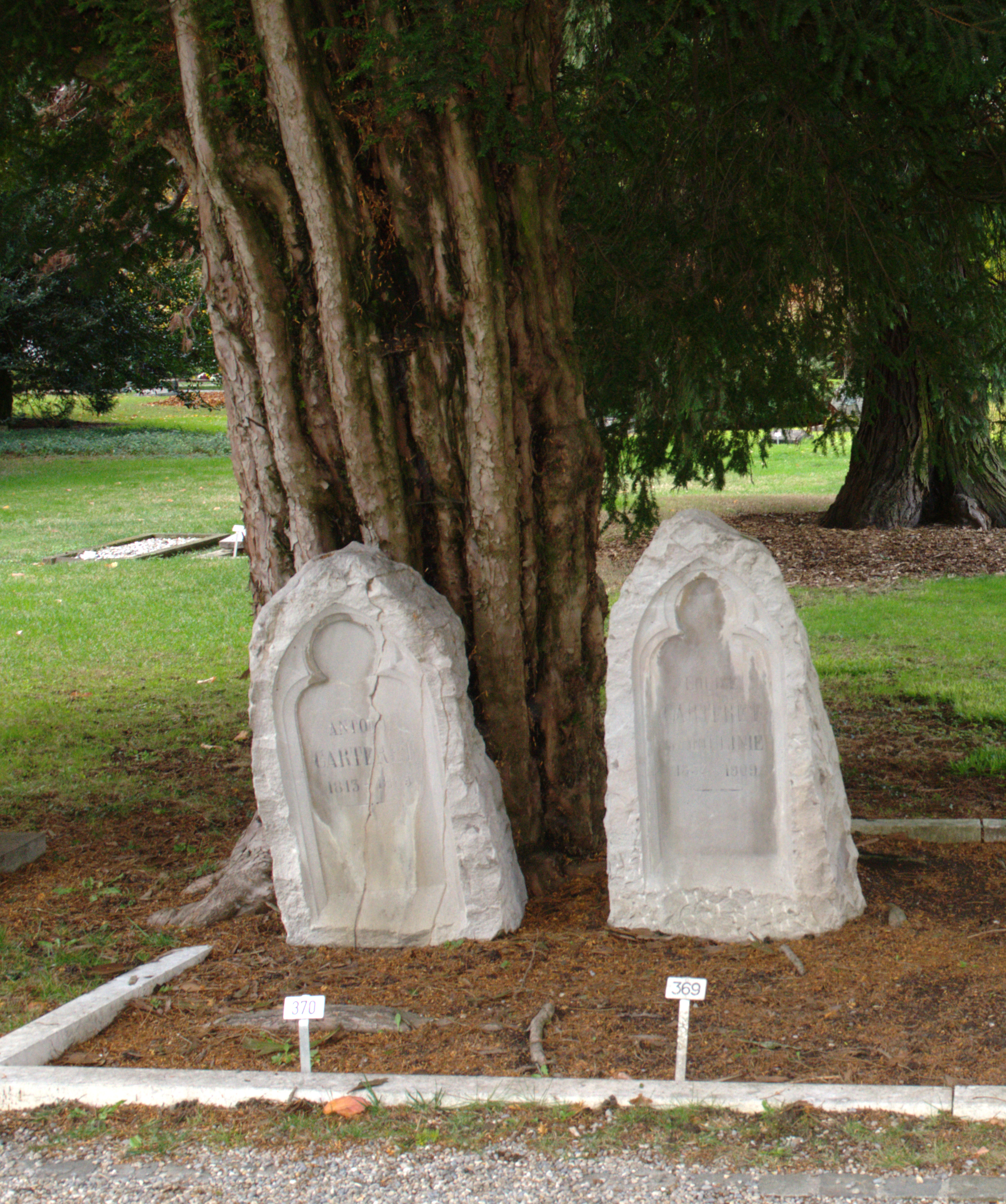
Tombe d’Antoine et Louise Carteret au cimetière des Rois